# Palazzo Buondelmonti
Der Palazzo Buondelmonti, oder Scali-Buondelmonti, befindet sich auf der Piazza Santa Trinita in Florenz.

## Geschichte
An dieser Stelle hatten die Scali ihre Gebäude, die an die Del Bene und dann an die Cambi übergingen. Der Palast wurde 1517 an die Buondelmonti abgetreten, die um 1525 mit der Renovierung der Fassade begannen. Die Familie Buondelmonti gehörte zu den ältesten Florentiner Familien und besaß seit dem Mittelalter einige Besitztümer in Borgo Santi Apostoli und war der Kirche Santa Trinita und den Vallombrosaner sehr verbunden, da ihr Gründer Johannes Gualbertos von dieser Familie abstammte.
Der Palast ist ein typisches Beispiel für das Wohngebäude der florentinischen Patrizierfamilien am Ende des 15. Jahrhunderts, mit nüchterneren Formen als die großen Paläste der ersten Hälfte des 15. Jahrhunderts (Palazzo Strozzi, Palazzo Medici …). Weitere Beispiele dieser dekorativen Typologie sind insbesondere den Palazzo Gondi auf der Piazza San Firenze (von Giuliano da Sangallo) oder den Palazzo Guadagni auf der Piazza Santo Spirito ansehen. Das Konzept wird Baccio d’Agnolo oder Cronaca zugeschrieben und wurde von den Brüdern Lorenzo und Leonardo Buondelmonti in Auftrag gegeben.
Im Jahre 1774 mit dem Aussterben der Familie, durch den Tod von Francesco Gioacchino Buondelmonti ohne männliche Erben, wurde der Palast geteilt und von der Tochter von Francesco gemietet.
Im Jahr 1819 eröffnete Giovan Pietro Vieusseux das berühmte Gabinetto Vieusseux, das heute im Palazzo Strozzi untergebracht ist. In den Räumen des Palazzo Buondelmonti hatten wichtige italienische und europäische Persönlichkeiten wie Giacomo Leopardi, Alessandro Manzoni, Niccolò Tommaseo, Gino Capponi, Alexandre Dumas, Stendhal und viele andere die Gelegenheit, sich zu treffen. Im Jahr 1870 zog das Gabinetto zunächst in den Palazzo Feroni und dann in den Palazzo Strozzi um, wo es sich bis heute befindet.
Eine Restaurierung im 20. Jahrhundert hat die Loggia in der obersten Etage wieder geöffnet.

## Architektur
Das Gebäude hat die typischen drei Stockwerke plus ein hohes Erdgeschoss und zwei Reihen von Bogenfenstern in sieben Achsen, die von einfachen Steinrahmen umgeben sind. An den Ecken befindet sich ein Bossenwerk. Das Erdgeschoss, das besonders hoch ist, ist mit Steinquadern verziert, in denen sich vier Bögen befinden. Die oberen Stockwerke sind verputzt und hatten ursprünglich eine einfarbige Graffiti mit der Geschichte von Philippo Scolari, einem Heerführer, der zur Familie Buondelmonti gehörte, ein Werk von Jacopo di Francesco.

## Gedenktafeln
An der Fassade befinden sich zwei Gedenktafeln: eine erinnert an die Gastfreundschaft, die Ludovico Ariosto von Zanobi Buondelmonti entgegengebracht wurde, und die andere erinnert an Giovanni Pietro Vieusseux und sein literarisches Kabinett, das hier seinen ersten Sitz hatte.